# Saint-Léger, Lot-et-Garonne
Saint-Léger är en kommun i departementet Lot-et-Garonne i regionen Nouvelle-Aquitaine i sydvästra Frankrike. Kommunen ligger i kantonen Damazan som tillhör arrondissementet Nérac. År 2022 hade Saint-Léger 157 invånare.

## Befolkningsutveckling
Antalet invånare i kommunen Saint-Léger
| Referens: INSEE |